# Rue Pasteur (Paris)
Pour l’article homonyme, voir Rue Pasteur.
La rue Pasteur est une voie du 11e arrondissement de Paris, en France.

## Situation et accès
La rue Pasteur est une voie publique située dans le 11e arrondissement de Paris. Elle débute au 8, rue de la Folie-Méricourt et se termine au 41, avenue Parmentier.
La rue Pasteur est desservie à proximité par la ligne 9 à la station Saint-Ambroise.

## Origine du nom
Le nom de la rue fait référence à Louis Pasteur (1822-1895), scientifique français, chimiste et physicien, inventeur de la vaccination contre la rage et les maladies charbonneuses.

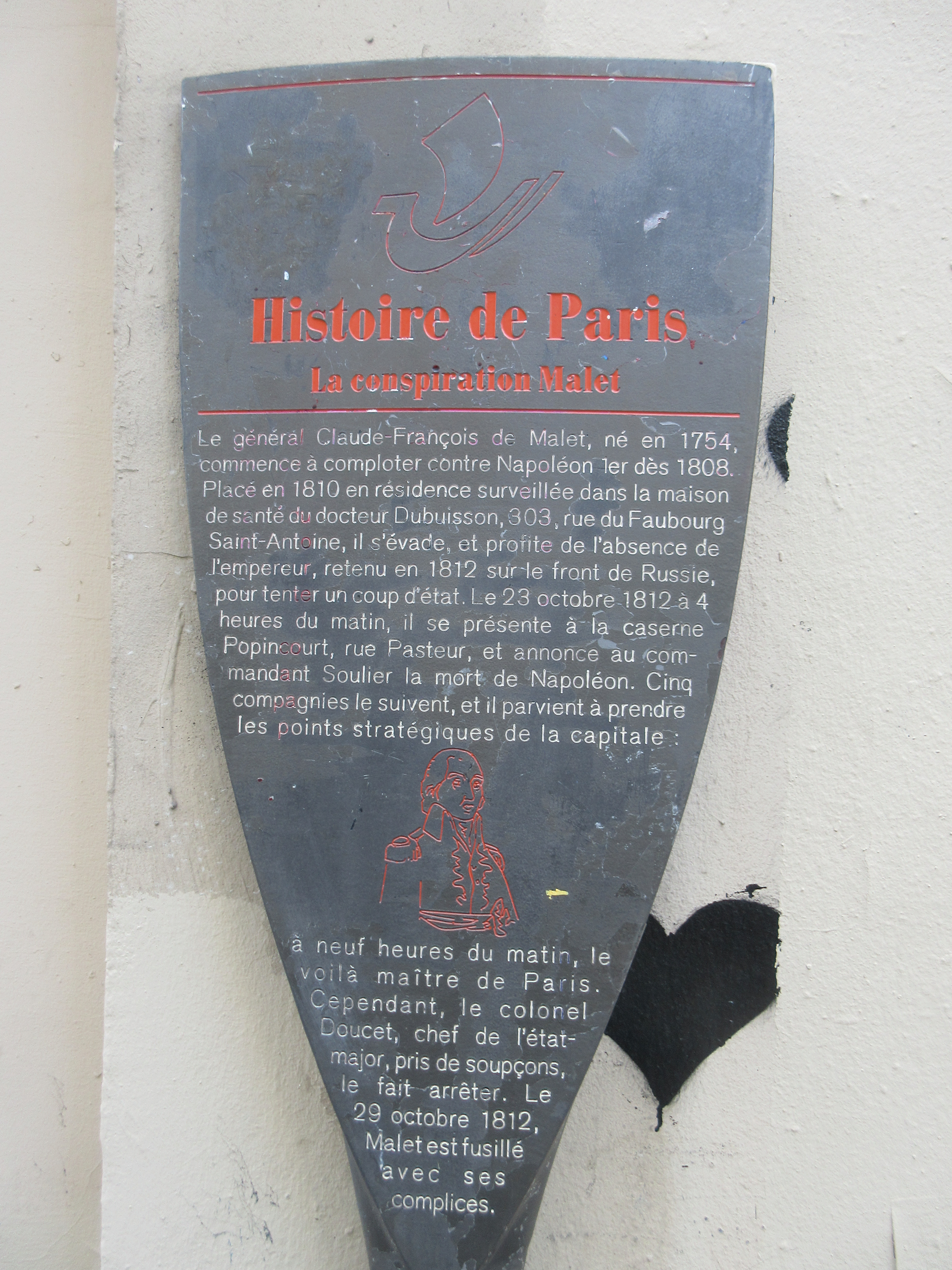
Panneau Histoire de Paris « Conspiration de Malet »

## Historique
Cette rue a été ouverte sur l'emplacement de la caserne Popincourt qui avait été construite en 1770 sur une partie du couvent des Annonciades pour le logement des Gardes françaises,.

En 1848, la caserne fut transformée en hôpital militaire, avant de reprendre, de 1850 à 1860, sa fonction de caserne. En 1860, elle devient l'hospice des Incurables-Hommes, pour redevenir en 1862 la caserne Popincourt, jusqu'en 1884.
La caserne est démolie en 1885.